# Авезје
Авезје (фр. Aveizieux) насеље је и општина у источној Француској у региону Рона-Алпи, у департману Лоара која припада префектури Монбризон.
По подацима из 2011. године у општини је живело 1.490 становника, а густина насељености је износила 165,19 становника/km². Општина се простире на површини од 9,02 km². Налази се на средњој надморској висини од 593 метара (максималној 696 m, а минималној 480 m).

## Демографија
| 1962. | 1968. | 1975. | 1982. | 1990. | 1999. | 2011. |
| ----- | ----- | ----- | ----- | ----- | ----- | ----- |
| 771   | 781   | 810   | 1.023 | 1.175 | 1.271 | 1.490 |

График промене броја становника у току последњих година